# Eislingen (Fils) (stacja kolejowa)
Eislingen (Fils) (niem: Bahnhof Eislingen (Fils)) – stacja kolejowa w Eislingen/Fils, w kraju związkowym Badenia-Wirtembergia, w Niemczech. Znajduje się na 46,1 km Filstalbahn.

## Historia
Aby utworzyć połączenie z Stuttgartu do Ulm, zostało zbudowane przez Königlich Württembergische Staats-Eisenbahnen, Kolei Wschodniej. W Großeislinger Gemarkung, około 400 metrów na południe od wsi, był dworzec kolejowy. Nazywano go Eislingen (na starych harmonogramach Eißlingen).
W dniu 11 października 1847 otwarto linię Plochingen–Süßen. Stacja Eislingen miała dwupiętrowy budynek recepcji, która oferował kasy biletowe, poczekalnię i przechowalnię bagażu. Na piętrze było mieszkanie.
Na zachód od budynku dworca stała od 1853 roku, towarowa szopa z małym mieszkaniem opiekuna przejścia. W dniu 10 marca 1859, otwarto placówkę poczty w budynku. Od 1859-62 trasa z Plochingen do Ulm uzyskała podwójny tor.
W 1898 do dwupiętrowego budynku recepcji dodano poczekalnię (przedłużenie wschodniego skrzydła), jak również parking samochodów, restaurację, rejestrację i kasy biletowe (rozbudowa zachodniego skrzydła) w celu lepszej obsługi pasażerów. 
W dniu 1 czerwca 1933 stacja stała się częścią Deutsche Reichsbahn.
Budynek w 1980 roku wszedł w posiadanie miasta. W maju 1982 postanowiono wybudować nowe centrum serwisowe.